# Muraille de Haseki
La muraille Haseki, en grec moderne : Τείχος του Χασεκή, est un mur d'enceinte construit autour d'Athènes, en Grèce ottomane par son gouverneur, Hadji Ali Haseki, en 1778. Initialement destinée à protéger la ville contre les attaques des groupes d'Albanais musulmans ottomans, elle est devenue un instrument de la domination tyrannique de Haseki sur la ville.

## Histoire
Les années 1770 sont une période d'anarchie et de désordre dans le sud de la Grèce, notamment en raison de la présence de bandes ottomanes-albanaises itinérantes, amenées par la Sublime Porte pour réprimer la révolution d'Orloff en Morée ottomane, en 1770. En 1778, une telle troupe arrive en Attique et envoie des émissaires à Athènes, menaçant d'incendier la ville s'ils ne reçoivent pas de provisions et un document officiel les engageant comme gardiens de la ville. Le gouverneur ottoman, Hadji Ali Haseki, et la population athénienne, tant chrétienne que musulmane, se résolvent à affronter les Albanais sur le terrain, car la ville n'est pas fortifiée, à l'exception de l'Acropole. Lors d'une bataille qui a lieu près de Chalándri, les Athéniens battent les Albanais,.
Afin de protéger la ville contre une nouvelle attaque, Haseki commence immédiatement la construction d'un nouveau mur d'enceinte. Les travaux ne sont pas encore bien avancés lorsqu'une seconde force, bien plus importante, composée de 6 000 Albanais, s'approche, sous les ordres d'un certain Maksut, en direction de la Morée. Les Turcs abandonnent alors la ville et trouvent refuge dans l'Acropole, tandis que Haseki permet aux Grecs de se mettre en sécurité sur l'île de Salamine. Ils y restent 13 jours, jusqu'au départ des Albanais, après avoir reçus une somme importante en guise de pot-de-vin,,.
La construction du mur reprend avec une vigueur accrue : non seulement Haseki enrôle toute la population de la ville sans distinction, mais il participe lui-même aux travaux, de sorte que le mur de 10 km de long est achevé en 108 jours, ou, selon d'autres rapports, en 70 jours seulement. De nombreux monuments antiques et médiévaux ont été démolis et réutilisés comme matériaux de construction (spolia) au cours du processus,,. Haseki présente ensuite rapidement aux Athéniens une facture de 42 500 piastres, apparemment pour les superviseurs qu'il avait fait venir de l'extérieur. De plus, il place des gardes aux portes, de sorte que le mur servait aussi à emprisonner virtuellement la population dans sa propre ville,,.
Pendant et après le siège d'Athènes par les Ottomans en 1826, le mur est réduit à l'état de ruines, comme la majeure partie de la ville ; ses restes sont démolis en 1834. 

## Description
La précipitation de la construction donne lieu à un mur d'environ 3 mètres de haut et de moins d'un mètre d'épaisseur, plutôt qu'à une véritable fortification. Le tracé du mur est le suivant : de l'Odéon d'Hérode Atticus, au pied de l'Acropole, il va jusqu'au théâtre de Dionysos, puis jusqu'à la Porte d'Hadrien, dont la partie inférieure est murée. De là, la muraille suit le cours de l'actuelle avenue Vasilíssis Amalías jusqu'à la place Sýntagma, puis descend la rue Stadíou jusqu'au siège original de la Banque nationale de Grèce. De là, elle tourne vers l'ouest jusqu'à la place Koumoundourou, passe devant le temple Héphaïstéion, sur l'Aréopage, et arrive de nouveau à l'Odéon d'Hérode Atticus.

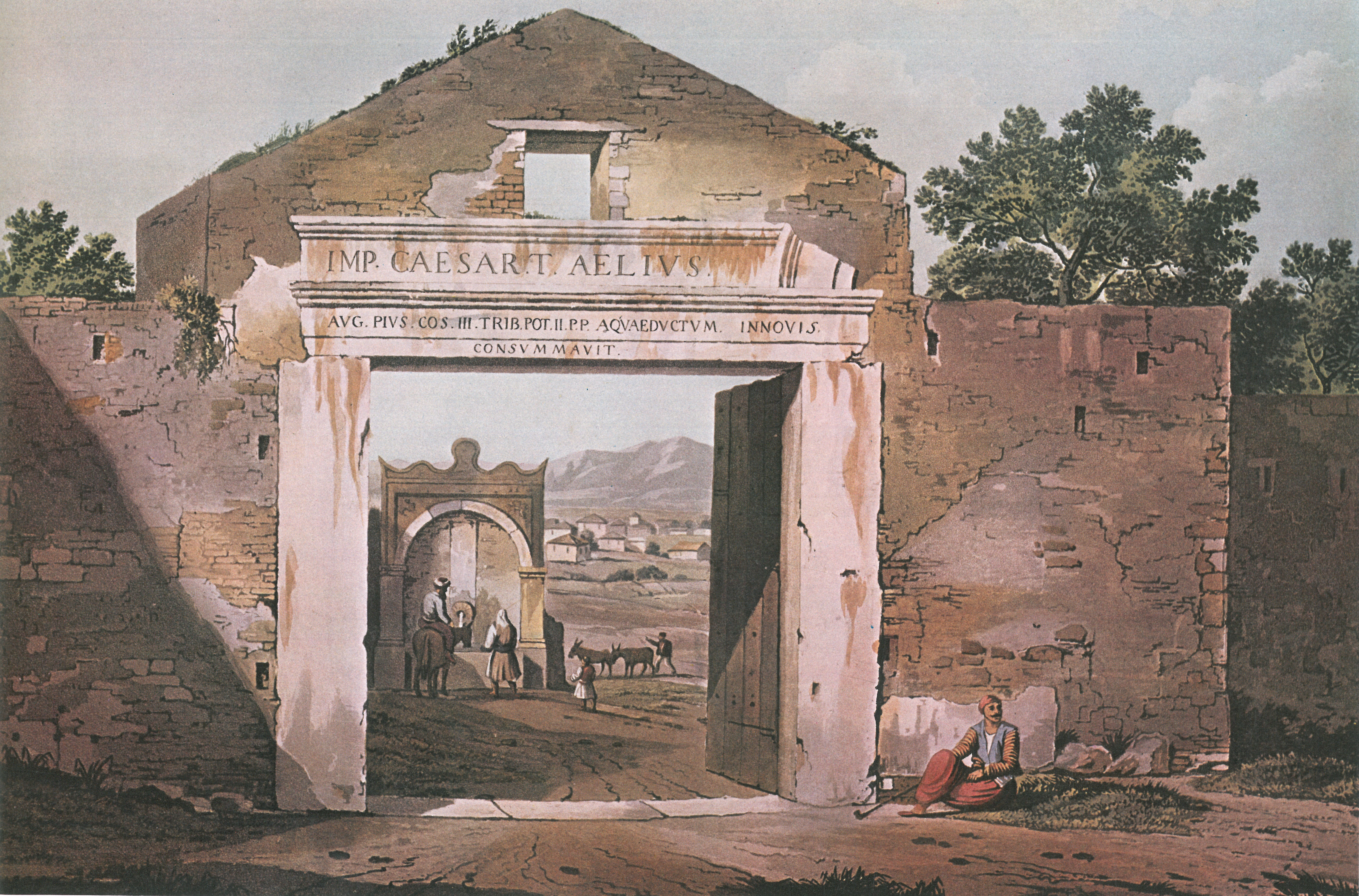
L'accès à Athènes par la porte Boubounístra avec la fontaine éponyme en arrière-plan, peinte par Edward Dodwell. Les spolias de l'aqueduc de Hadrien sont visibles.

L'enceinte comprend sept portes, :
- La porte du Château (Πόρτα του Κάστρου) ou porte du Karábaba (Πόρτα του Καράμπαμπα) devant l'Acropole, qui menait au cimetière musulman situé à l'extérieur de la muraille (d'où également son nom de porte des Tombeaux - Πόρτα των Μνημάτων). Elle était rarement utilisée.
- La porte Mandravíli (Πόρτα του Μαντραβίλη), du nom d'une famille locale, également appelée porte Drákos (Πόρτα του Δράκου, Δρακόπορτα) et porte du Lion (en turc : Aslan Kapısı), entre l'Héphaïstéion et la colline du Pnyx, menant au Pirée.
- La porte de Morée (Mora Kapısı) ou porte des Tziganes (Γύφτικη Πόρτα) dans la région de Kerameikós, nommée d'après les ferronniers tziganes de la région.
- La porte de Menidi (Μενιδιάτικη Πόρτα) dans l'actuelle rue Aiolou, également connue sous le nom de porte des Saints Apôtres (Πύλη Αγίων Αποστόλων) du fait de l'église des Saints-Apôtres voisine, datant de l'époque byzantine ; comme elle menait à Eubée, elle était connue en turc sous le nom de porte d'Eubée (Eğriboz Kapısı).
- La porte de Mésogée (Μεσογείτικη Πόρτα, turc : Mesoya Kapısı), ou Boubounístra (Μπουμπουνίστρα), d'après le son impétueux d'une fontaine locale, dans la rue Othonos.
- La porte de la Princesse (Πόρτα της Βασιλοπούλας) ou porte de l'Arc (Καμαρόπορτα), comme était appelé l'Arc d'Hadrien.
- La porte des Arvanites (Αρβανίτικη Πόρτα), dans le quartier de Pláka, majoritairement habité par des Arvanites ; elle était également connue sous le nom de porte des Trois Tours (Πόρτα των Τριών Πύργων), et menait à Phalère et au cap Sounion.